# Galileiho transformace

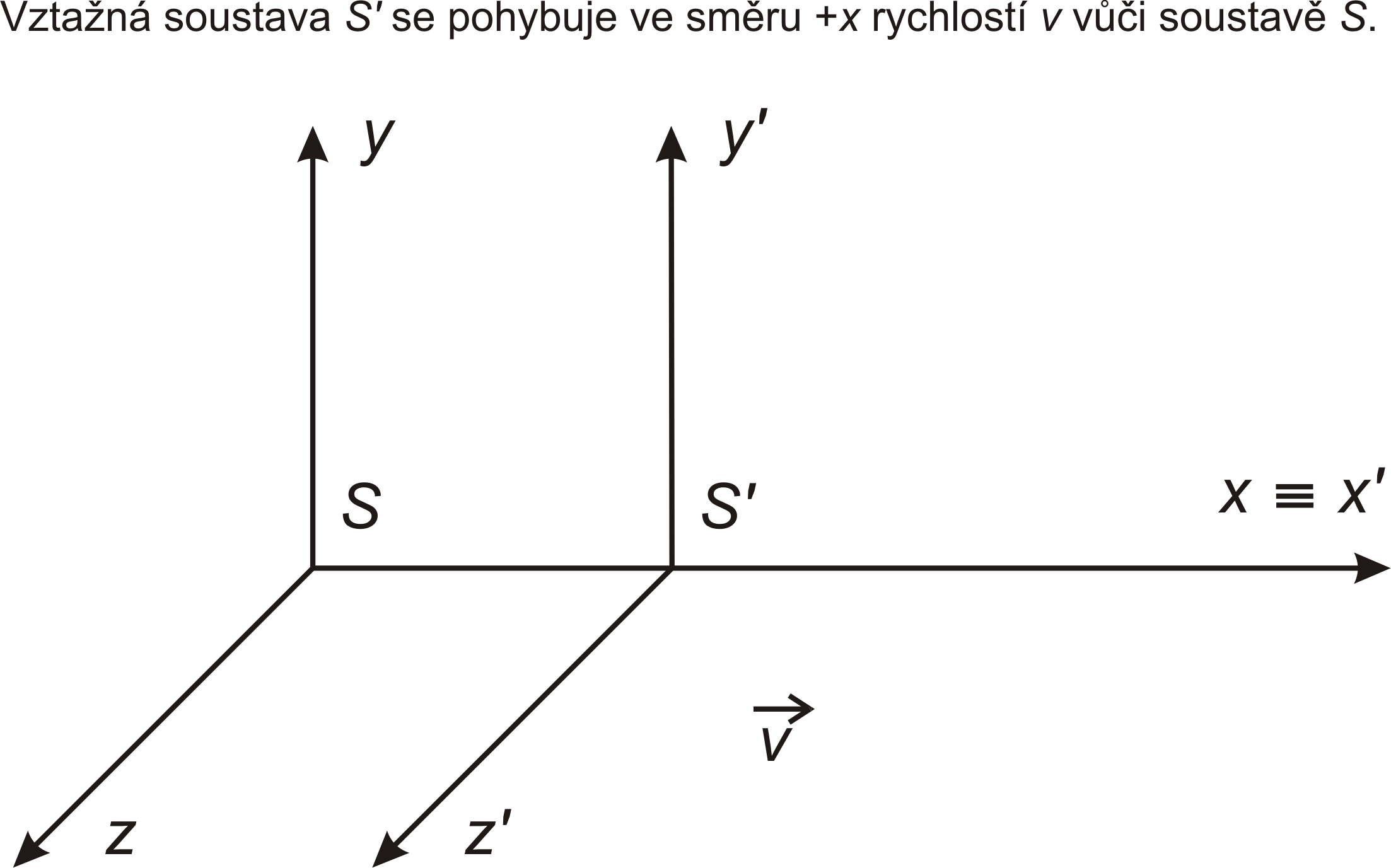
Nákres vzájemné polohy vztažných soustav S a S'.

Galileiho transformace jsou transformační rovnice umožňující pomocí souřadnic x, y, z, t nějaké události U v inerciální vztažné soustavě S vyjádřit souřadnice x' , y' , z' , t'  téže události v jiné inerciální vztažné soustavě S' , která se vzhledem k původní soustavě S pohybuje konstantní rychlostí v.

## Matematické vyjádření
Pro pohyb ve směru rovnoběžném s osou x platí:
{\displaystyle {\begin{aligned}t'&=t\\x'&=x-vt\\y'&=y\\z'&=z\end{aligned}}}
Pro čas platí {\displaystyle t=0} ve chvíli, kdy počátky inerciálních vztažných soustav splývají. Tato transformace tedy považuje čas za neměnný a mění pouze prostorové souřadnice.

### Inverzní transformace
K vyjádření události v soustavě S'  prostřednictvím souřadného systému soustavy S můžeme použít tzv. inverzní Galileiho transformaci.
{\displaystyle {\begin{aligned}t&=t'\\x&=x'+vt\\y&=y'\\z&=z'\end{aligned}}}

### Transformace rychlosti
Předpokládejme, že v soustavě S se pohybuje hmotný bod rychlostí {\displaystyle \mathbf {v} }, jejíž složky jsou {\displaystyle v_{x}={\frac {\mathrm {d} x}{\mathrm {d} t}}}, {\displaystyle v_{y}={\frac {\mathrm {d} y}{\mathrm {d} t}}} a {\displaystyle v_{z}={\frac {\mathrm {d} z}{\mathrm {d} t}}}. Složky rychlosti {\displaystyle \mathbf {v} } soustavě S'  získáme derivací vztahů pro Galileiho transformaci, tzn.
{\displaystyle v_{x}^{\prime }={\frac {\mathrm {d} x^{\prime }}{\mathrm {d} t}}=v_{x}-v}
{\displaystyle v_{y}^{\prime }={\frac {\mathrm {d} y^{\prime }}{\mathrm {d} t}}=v_{y}}
{\displaystyle v_{z}^{\prime }={\frac {\mathrm {d} z^{\prime }}{\mathrm {d} t}}=v_{z}}
To odpovídá vztahu pro skládání rychlostí z klasické mechaniky.

## Vlastnosti
Galileiho transformace sice odpovídá našim zkušenostem, narušuje však postuláty (speciální) teorie relativity. Ukazuje se např., že vztahy popisující elektrické a magnetické jevy mají při použití Galileiho transformace v obou soustavách zcela rozdílné tvary, což odporuje prvnímu postulátu. I druhý postulát je porušen, neboť dostaneme-li při měření rychlosti světla podél osy x v soustavě S hodnotu {\displaystyle c}, bude podle výrazu pro transformaci rychlosti v soustavě S'  rychlost světla {\displaystyle c^{\prime }=c-v\neq c}.
Galileiho transformace je přijatelná pouze pro malé rychlosti ve srovnání s rychlostí světla, tzn. {\displaystyle v\ll c}. Pro velké rychlosti je však nutno použít Lorentzovu transformaci. Platnost Galileiho transformace se tedy omezuje na klasickou mechaniku, zatímco v teorii relativity se používá Lorentzova transformace.
Galileiho transformace však svůj význam neztratila, neboť člověk se ve svém okolí běžně setkává spíše s rychlostmi malými, a pro běžnou potřebu (např. technické praxe) je Galileiho transformace postačující.